# Edgar Rangel Netto
Edgar Rangel Netto är en brasiliansk astronom.
Minor Planet Center listar honom under namnet E. R. Netto som upptäckare av 8 asteroider. Alla tillsammans med den belgiske astronomen Henri Debehogne.
Asteroiden 3175 Netto är uppkallad efter honom.

## Asteroider upptäckta av Edgar Rangel Netto
| Asteroid        | Datum            |
| --------------- | ---------------- |
| 2795 Lepage     | 16 december 1979 |
| 3175 Netto      | 16 december 1979 |
| 4016 Sambre     | 15 december 1979 |
| 5160 Camoes     | 23 december 1979 |
| (7155) 1979 YN  | 23 december 1979 |
| (8989) 1979 XJ  | 15 december 1979 |
| (19926) 1979 YQ | 17 december 1979 |
| (26799) 1979 XL | 15 december 1979 |
| 1.              |                  |